# آرثر كولينز (لاعب اتحاد الرغبي)
آرثر كولينز (بالإنجليزية: Arthur Collins)‏ هو لاعب اتحاد الرغبي نيوزيلندي، ولد في 19 يوليو 1906، وتوفي في 11 يناير 1988.